# Colchicum longifolium
Colchicum longifolium är en tidlöseväxtart som beskrevs av Jean Louis Martin Castagne. Colchicum longifolium ingår i släktet tidlösor, och familjen tidlöseväxter. Inga underarter finns listade i Catalogue of Life.